# Sankt Kathrein am Offenegg
Sankt Kathrein am Offenegg är en ort och kommun i distriktet Weiz i förbundslandet Steiermark i Österrike.